# Thetakorrespondens
Thetakorrespondensen eller Howekorrespondensen är inom matematiken en korrespondens mellan automorfa former associerade till de två grupperna av ett reduktivt dualt par. Den introducerades av Howe (1979).